# تشارلز هوفمان (ملحن)
تشارلز هوفمان (بالتشيكية: Charles Hofmann)‏ هو موزع وملحن تشيكي، ولد في 1763، وتوفي في 24 مايو 1823.